# Laurent Russier
Pour les articles homonymes, voir Russier.
Laurent Russier, né le 1er mai 1973, est un homme politique français. Membre du Parti communiste français (PCF), il est maire de Saint-Denis de 2016 à 2020.

## Biographie
Né le 1er mai 1973, fils de postiers, Laurent Russier grandit dans les quartiers populaires de Saint-Étienne. 
Il est ingénieur agronome de formation et ancien salarié de la banque et de la distribution. Habitant à Saint-Denis depuis 1999, adhérent du PCF depuis 2000, il est membre du conseil municipal depuis 2008, élu sur la liste « Saint-Denis pour tous », conduite par Didier Paillard, le maire sortant. Au cours de ce premier mandat, il est président du groupe politique de la majorité municipale et il siège au sein du conseil d’administration du bailleur social Plaine Commune Habitat, en tant que vice-président.
Présent sur la liste « Ensemble, nous sommes Saint-Denis », Laurent Russier est réélu conseiller municipal. Il devient alors douzième adjoint adjoint au maire, chargé de la démocratie locale, de la vie des quartiers et du quartier Grand centre-ville. Il reste par ailleurs président du groupe Front de gauche du conseil municipal et demeure vice-président de l'office public de l'habitat Plaine Commune Habitat.
Le 27 septembre 2016, Didier Paillard annonce sa prochaine démission de ses fonctions de maire de Saint-Denis,, contrairement à sa promesse de campagne dans laquelle il disait vouloir aller au bout de son mandat. Le 3 décembre 2016, le conseil municipal de Saint-Denis désigne Laurent Russier, à l'âge de 43 ans, pour lui succéder par 41 voix sur 55 membres du conseil,. À ce titre, il est le 3e maire communiste de Saint-Denis à accéder à ce poste à la suite de la démission du maire élu : Didier Paillard avait succédé en 2004 à Patrick Braouezec à la suite de sa démission, et Patrick Braouezec avait succédé à Marcelin Berthelot en 1991 à la suite de sa démission. 
Soulignant « la nécessité de donner un nouveau souffle au projet municipal », il annonce la refonte du budget participatif et la création d’une brigade verte de la propreté. Confronté à une grève des agents communaux ayant débuté quelques jours avant son élection, Laurent Russier retire le projet de suppression de jours de congés extra-légaux une semaine après celle-ci.
Il se déclare candidat à sa propre succession le 8 février 2019 au titre de la liste Vivons Saint-Denis en Grand, soutenue par le Parti communiste français et Europe Écologie Les Verts (EELV). Lors du premier tour des élections municipales, le 15 mars 2020, il est deuxième avec 24 % des voix, devancé par son opposant du Parti socialiste Mathieu Hanotin, qui obtient 35,3 % des suffrages. Celui-ci domine également le second tour, où Russier n'obtient que 41 % des suffrages. Pour la première fois de son histoire, la ville bascule aux mains des socialistes. Il est élu conseiller municipal d'opposition et conseiller métropolitain.

## Résultats électoraux

### Elections municipales
Les résultats ci-dessous concernent uniquement les élections où il est tête de liste.
| Année | Parti | Parti    | Commune     | 1er tour | 1er tour | 1er tour | 2d tour | 2d tour | 2d tour | Sièges obtenus |
| Année | Parti | Parti    | Commune     | Voix     | %        | Rang     | Voix    | %       | Rang    | Sièges obtenus |
| ----- | ----- | -------- | ----------- | -------- | -------- | -------- | ------- | ------- | ------- | -------------- |
| 2020  |       | PCF-EÉLV | Saint-Denis | 3 282    | 24,00    | 2e       | 5 959   | 40,95   | 2e      | 11 / 55        |

## Mandats et fonctions
- Conseiller municipal de Saint-Denis (depuis 2008)
- Adjoint au maire de Saint-Denis (2014-2016)
- Maire de Saint-Denis (2016-2020)
- Conseiller communautaire puis de territoire de Plaine commune (depuis 2014)
- Vice-président (2014-2017) puis président de Plaine Commune Habitat (2017-2020)
- Conseiller de la Métropole du Grand Paris (depuis 2016)